# Jéne
Jéne (szlovákul Janice) község Szlovákiában, a Besztercebányai kerület Rimaszombati járásában.

## Fekvése
Ózdtól 9 km-re északnyugatra, a magyar határtól 1 km-re fekszik.

## Története
1216-ban "Yenne", majd 1431-ben "Jene" néven említik először. Előbb a helyi nemes Jeney család birtoka, majd a Fügedy és Széchy családoké.
A községhez egy Mátyás királyról szóló történet fűződik. Eszerint Mátyás egyik hadnagyát Jénei Péternek hívták, aki egyszer meghívta a királyt falujába. A nagy lakomát egy szép völgyben tartották, melyet ma is Abroszka-völgynek neveznek, mivel az abrosz annyira megtetszett a királynak, hogy azt Jénei neki ajándékozta.
A település eredetileg nem a mai helyén állt, a régi falut a 16. században tűzvész pusztította el. Ezután építették fel a mai települést. Régi temploma 1787-ben épült, ennek átépítésével építették a mai református templomot 1903-ban. 1828-ban 32 házában 218 lakos élt, akik főként mezőgazdasággal foglalkoztak.
Vályi András szerint: "JENE. Magyar falu Gömör Várm. földes Ura Jeney Uraság, lakosai katolikusok, fekszik Serkéhez fél mértföldnyire, Sz. Simonynak filiája, határja jó gabonát terem, fája tűzre van, legelője kevés."
Fényes Elek szerint: "Jene, magyar falu, Gömör és Kis-Honth egyesült vmegyékben, Harmacz szomszédságában: 17 kath., 201 ref. lak., kik közt sok nemes találtatik. F. u. többen."
Gömör-Kishont vármegye monográfiája szerint: "Jéne, rimavölgyi magyar kisközség, körjegyzőségi székhely, 81 házzal és 319 ev. ref. vallású lakossal. E községről az első adatokat 1431-ben találjuk. 1446-ban Jenye alakban van említve. A Fügey és a Széchi családok voltak az urai. Későbbi birtokosai ismeretlenek. Református temploma 1787-ben épült. Ide tartozik Czikóháza puszta, mely 1418-ban Chykohaza alakban szerepel. Hajdan önálló község és a Fügey család birtoka volt. A község postája, távírója és vasúti állomása Rimaszécs."
A trianoni békeszerződésig Gömör-Kishont vármegye Feledi járásához tartozott, majd az új csehszlovák állam része lett. 1938 és 1944 között ismét Magyarországhoz tartozott.

## Népessége
| Év:            | 1994. | 2004.    | 2014.    | 2024.    |
| -------------- | ----- | -------- | -------- | -------- |
| Emberek száma: | 173   | 191      | 249      | 329      |
| Eltérés:       |       | +10,40 % | +30,36 % | +32,12 % |

| Év:            | 2023. | 2024.   |
| -------------- | ----- | ------- |
| Emberek száma: | 313   | 329     |
| Eltérés:       |       | +5,11 % |

1910-ben a falunak 315, túlnyomórészt magyar lakosa volt.
2001-ben 184 lakosából 177 magyar és 7 szlovák.
2011-ben 211 lakosából 205 magyar, 4 roma és 2 szlovák.

## Nevezetességei
- Református temploma 1903-ban épült szecessziós stílusban.[7]

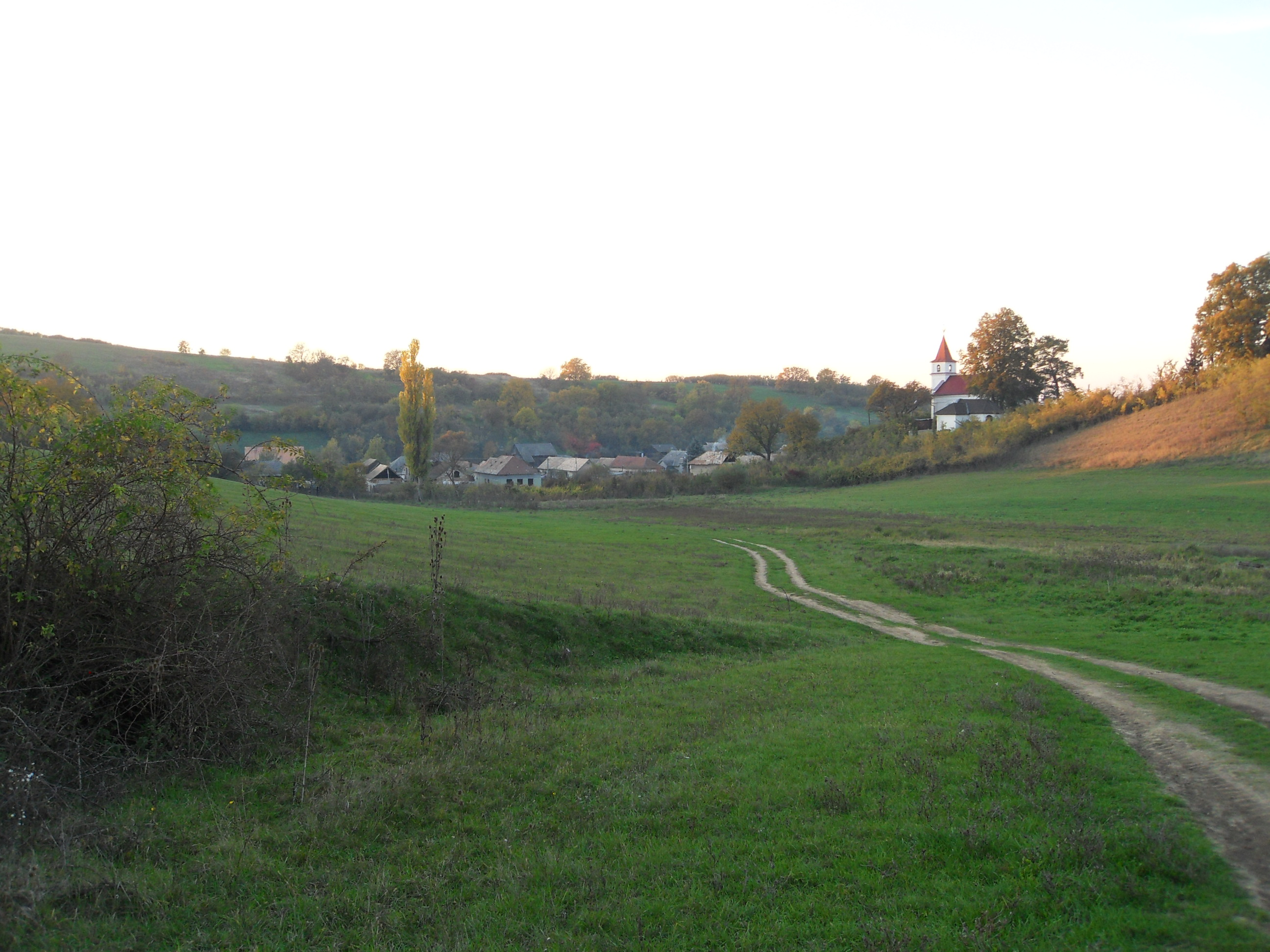
Jéne község látképe a református templommal
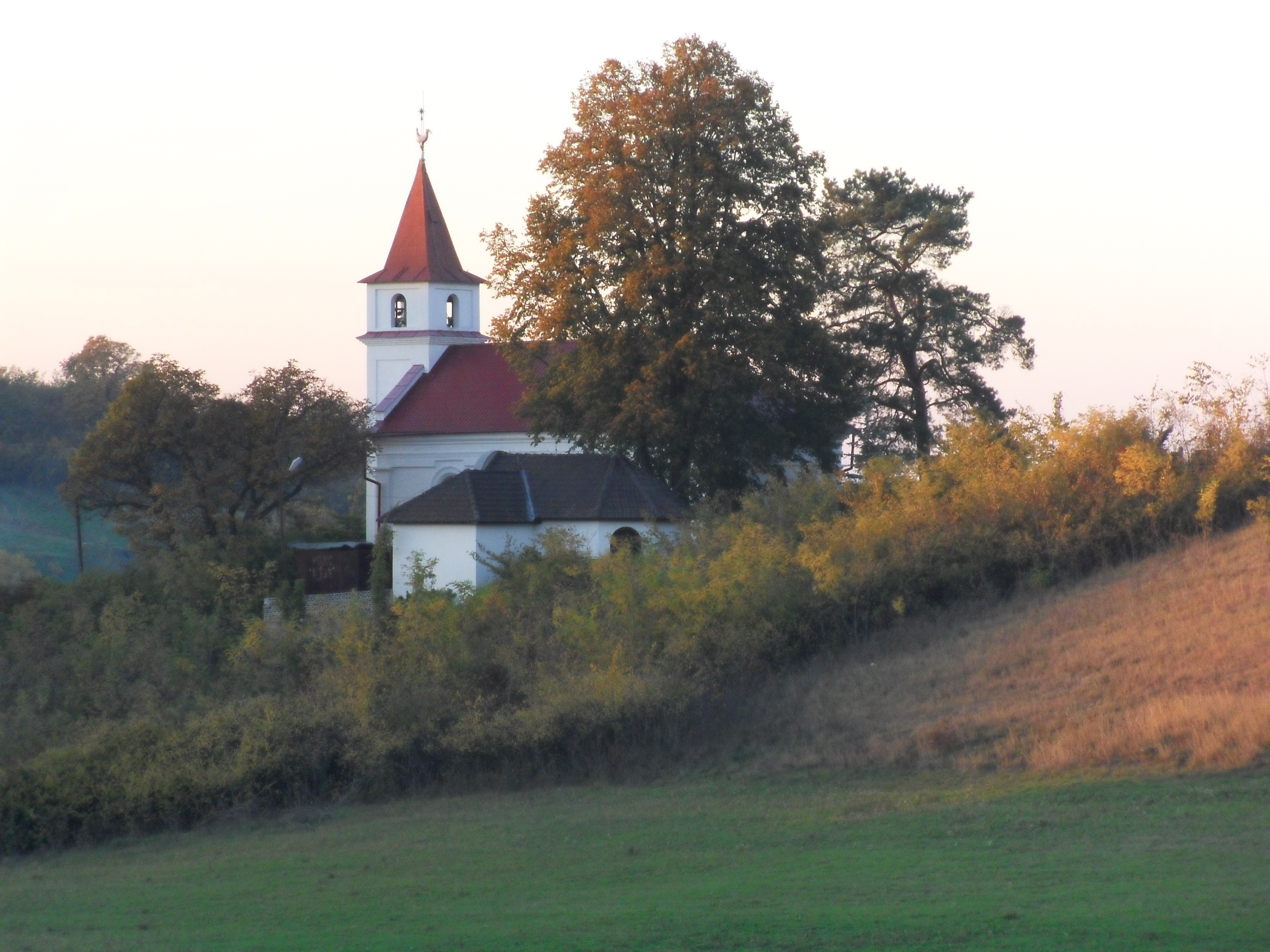
A református templom oldala
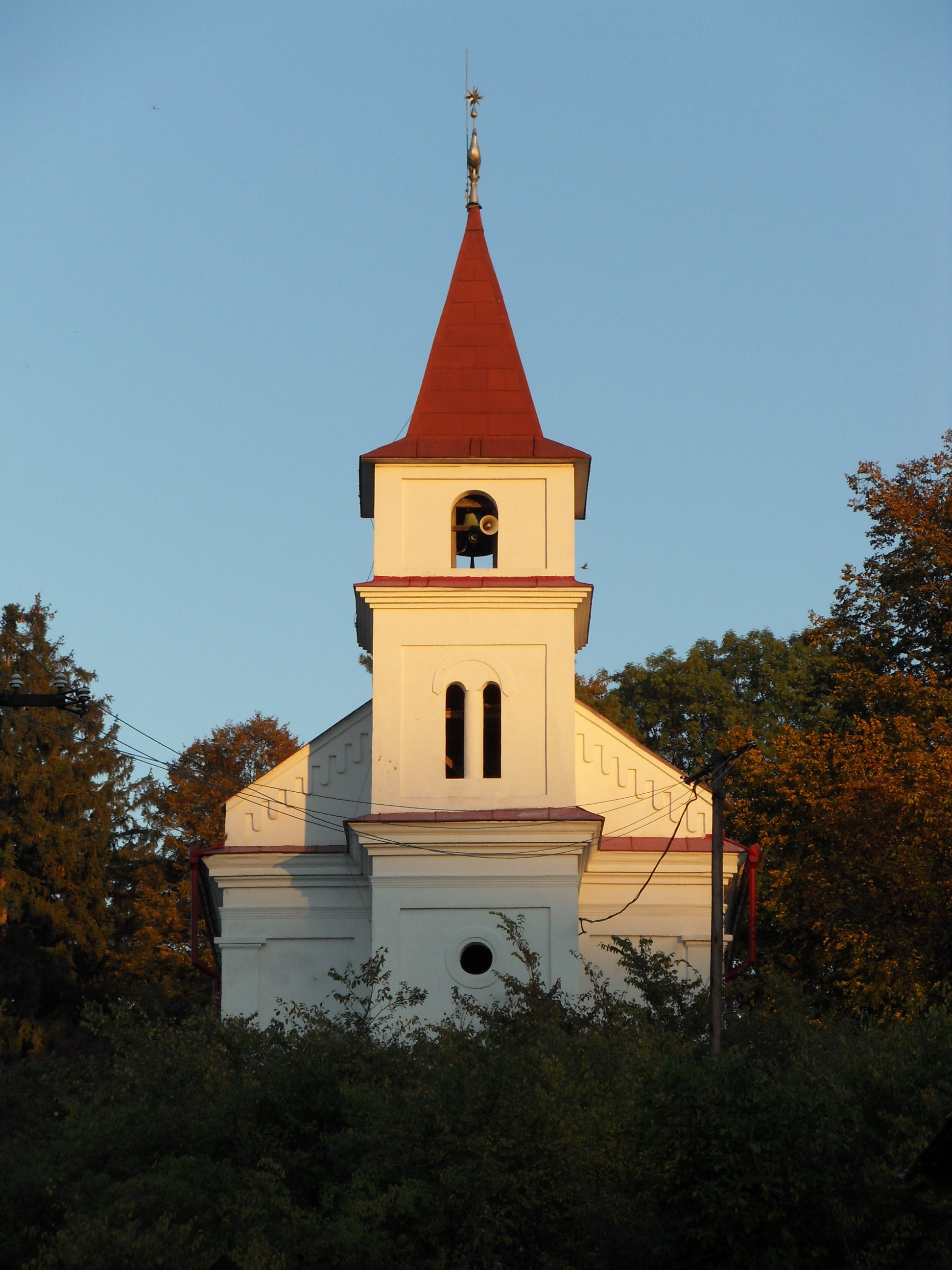
A református templom nézete a faluból